# 559 هـ
559 هـ هي سنة في التقويم الهجري امتدت مقابلةً في التقويم الميلادي بين سنتي 1163 و1164.

## مواليد
- ابن الجميزي
- عبد السلام بن مشيش

## وفيات
- أبو الأشبال ضرغام
- مهدي بن علي الحميري